# 2010 RD188
2010 RD188 est un objet transneptunien de la famille des cubewanos et une planète naine potentielle.